# Hotel pod żyrafą i nosorożcem
Hotel pod żyrafą i nosorożcem – polski serial obyczajowy w reżyserii Marka Stacharskiego. Jego premiera odbyła się 24 maja 2008 na antenie TVP1, odcinkiem 6 pt. Terrarysta, stanowiącym pilot. Regularna, cotygodniowa emisja trwała od 8 czerwca 2008 do 14 września 2008.
Serial był kręcony od lipca do września 2007 r.

## Fabuła
Anna i Roman Miłobędzcy wraz z trójką dzieci: Olą, Jankiem i Zuzią przeprowadzają się pod Warszawę. Ich nowy dom staje się tytułowym „Hotelem pod żyrafą i nosorożcem”, czyli schroniskiem dla zwierząt. Bohaterem każdego odcinka serialu jest inne zwierzę.

## Obsada
- Jolanta Fraszyńska − Anna Miłobędzka
- Rafał Królikowski − Roman Miłobędzki
- Franciszek Pieczka − Franciszek Alba, dziadek
- Marta Bitner − Aleksandra Miłobędzka
- Maciej Musiał − Jan Miłobędzki
- Kalina Janusiak − Zuza Miłobędzka (odc. 1–6 głos: Wiktoria Gąsiewska)
- Antoni Królikowski − Maciek Bury
- Tomasz Dedek − Jurek Krzywulski
- Wiesław Wójcik – Kulesza
- Henryk Talar − profesor
- Artur Janusiak − burmistrz
- Krzysztof Stelmaszyk − Bury
- Bartosz Turzyński − weterynarz

## Spis odcinków
1. Do Warszawy (08.06.2008)
2. Funio (15.06.2008)
3. Olaf, Blondi i Myszka (29.06.2008)
4. Biszkopt (06.07.2008)
5. Smutni (13.07.2008)
6. Terrarysta (24.05.2008 i 20.07.2008)
7. Kocury (27.07.2008)
8. George (03.08.2008)
9. Bratek (17.08.2008)
10. Falco (24.08.2008)
11. Perła (31.08.2008)
12. Konkurs piękności (07.09.2008)
13. Szkoła (14.09.2008)